# Vetenskaplig skepticism
Vetenskaplig skepticism är ett förhållningssätt där man ifrågasätter giltigheten i påståenden om den objektiva verkligheten som saknar empiriskt stöd. Vetenskaplig skepticism skall inte blandas ihop med andra skeptiska traditioner.
I praktiken innebär detta att man undersöker förmodat pseudovetenskapliga och paranormala påståenden med hjälp av vetenskapliga metoder, för att finna bevis för eller emot dessa påståenden. Detta arbete förknippas med skeptikerrörelsen.

## Översikt
Vetenskaplig skepticism är ett förhållningssätt som tar det för givet att vetenskapens metoder är de bästa för att nå kunskap. Tvivel och ifrågasättande anses befogat när kunskap hävdas som inte bygger på vetenskapliga metoder, som står i motsats till väletablerade vetenskapliga fakta eller principer, eller som går bortom  vetenskapens gränser. Därför är en vetenskaplig skeptiker i regel skeptisk mot paranormala eller övernaturliga påståenden, och mot pseudovetenskap. Överlag betraktas alla extraordinära påståenden med misstänksamhet. Såna påståenden avfärdas dock inte automatiskt som falska; förespråkare av vetenskaplig skepticism menar ofta att: "extraordinära påståenden kräver extraordinär evidens", är rätt attityd. Påståenden som inte stöds av tillräcklig evidens anses tills vidare vara grundlösa.

## Historia
Michael Shermer anser att modern vetenskaplig skepticism utgår ifrån Martin Gardner, vars bok "Fads and Fallacies in the Name of Science" från 1952 listar många pseudovetenskaper och bluffar som fortfarande tas upp av skeptikerrörelsen idag. James Randi, en magiker och illusionist som under 1970- och 1980-talen gjorde många skeptiska undersökningar, ses även han som en fader till modern skepticism.
Termen "vetenskaplig skepticism" ("scientific skepticism") verkar först ha börjat användas i böcker av den amerikanske astronomen och skeptikern Carl Sagan. Termen förekommer först i hans science fictionroman Kontakt (s. 306) från 1985, och sedan i Billions and Billions (s. 135) från 1997.

## Skeptikerrörelsen
Skeptiker (på engelska debunkers eller Skeptics) är ofta organiserade inom vad som kallas skeptikerrörelsen (på engelska "the skeptical movement"). Den ägnar mycket tid åt att undersöka påståenden från bland annat New Age-företrädare, medium, förmodade pseudovetenskapare och religiösa fanatiker. Man utnyttjar ett vetenskapligt tillvägagångssätt, såsom dubbelblindtester och laboratorietester. Ifall exempelvis medium undersöks är det inte ovanligt att övervakning av skeptiker som även själva är illusionister förekommer, eftersom de då har lättare att känna igen trick som de själva använder i underhållningssyfte.
I flera fall har skeptiker lyckats avslöja bluffmakare och olika typer av lurendrejerier, såsom spiritister som försökt tjäna pengar på människor som sörjer sina döda anhöriga, voodoo-doktorer som påstått sig operera bort sjuka organ utan knivar, et cetera.
Skeptikerrörelsen kan grovt sett delas upp i två strömningar. En antipseudovetenskaplig och en antiparanormal. Internationellt har skeptikerrörelsen inte sällan varit det senare, men har med tiden kommit att inkludera även pseudovetenskap. I Sverige finns Vetenskap och Folkbildning som redan från början definierade sig som antipseudovetenskaplig. Skillnaden är framför allt att man är neutral i icke-empiriska religiösa trosfrågor; något som antiparanormalister såsom amerikanska CSI (tidigare CSICOP) inte eftersträvar. I praktiken har denna skillnad emellertid sällan märkts. Även antiparanormalister håller sig vanligen utanför de religiösa frågorna, utom när det handlar om empiriskt prövbara frågor (som kreationism), där båda strömningarna engagerar sig. Eftersom inga paranormala företeelser eller förmågor har kunnat bekräftas ställer inte heller motsatsen till några problem, då de kan kategoriseras som pseudovetenskap.

## Kända skeptiker
- Isaac Asimov
- Richard Dawkins
- Christer Fuglesang
- Martin Gardner
- Sven Ove Hansson
- Paul Kurtz
- Dan Larhammar
- Steven Novella
- Peter Olausson
- James Randi
- Carl Sagan